# Lamottemys okuensis
Lamottemys okuensis és una espècie de mamífer rosegador de la família dels múrids. És endèmic del mont Oku (Camerun), on viu a altituds d'entre 2.100 i 2.900 msnm. El seu hàbitat natural són les selves montanes. Està amenaçat per la destrucció del seu medi a conseqüència de l'expansió dels camps de conreu i la tala d'arbres. El seu nom específic, okuensis, significa ‘de l'Oku’ en llatí.